# Молодіжний (Ребріхинський район)
Молоді́жний (рос. Молодёжный) — селище у складі Ребріхинського району Алтайського краю, Росія. Входить до складу Пановської сільської ради.

## Населення
Населення — 331 особа (2010; 420 у 2002).
Національний склад (станом на 2002 рік):
- росіяни — 79 %